# Il conto è chiuso
Il conto è chiuso è un film del 1976 diretto da Stelvio Massi. 
Il regista marchigiano, dopo aver diretto poliziotteschi di successo (Mark il poliziotto, La legge violenta della squadra anticrimine ecc.) decise di staccarsi dal filone, girando un violento gangster-movie all'italiana. Il risultato fu però poco soddisfacente ed il film non ottenne il successo sperato, così che Massi decise di ritornare al poliziottesco, girando La banda del trucido, secondo capitolo della saga di Er Monnezza, che fu invece un grande successo.

## Trama
Marco Russo, è un giovane meridionale che emigra al nord, raggiungendo un paese governato dalle famiglie mafiose Manzetti e Belmondo. Russo riesce a farsi assumere dal boss Rico Manzetti, ma, facendo il doppiogioco, scatena una guerra fra i due clan. Il suo scopo è in realtà un altro: vendicare la madre e la sorella, uccise molto tempo prima da Rico.